# Керијер Милс (Илиноис)
Керијер Милс (енгл. Carrier Mills) град је у америчкој савезној држави Илиноис.

## Демографија
По попису из 2010. године број становника је 1.653, што је 233 (-12,4%) становника мање него 2000. године.
| Група             | 2000.         | 2010.         |
| Белци             | 1.594 (84,5%) | 1.385 (83,8%) |
| Афроамериканци    | 244 (12,9%)   | 215 (13,0%)   |
| Азијати           | 3 (0,2%)      | 2 (0,1%)      |
| Хиспаноамериканци | 17 (0,9%)     | 19 (1,1%)     |
| Укупно            | 1.886         | 1.653         |